# 安大路西亞鎮區 (伊利諾伊州羅克艾蘭縣)
安達盧西亞鎮區（英語：Andalusia Township）是位於美國伊利諾伊州羅克艾蘭縣的一個行政鎮區。

## 地方資料
根據2010年美國人口普查的數據，安達盧西亞鎮區的面積為40.10平方千米，當中陸地面積為33.20平方千米，而水域面積為6.90平方千米。當地共有人口2281人，而人口密度為每平方千米56.88人。